# Joseph G. Gall
Joseph Grafton Gall (* 14. April 1928 in Washington, D.C.; † 12. September 2024) war ein US-amerikanischer Zoologe, Zellbiologe und Hochschullehrer.

## Leben
Gall erwarb 1949 an der Yale University in New Haven, Connecticut, einen Bachelor und 1952 einen Ph.D. in Zoologie. Erste Lehrverpflichtungen übernahm er bis 1963 an der University of Minnesota, bevor er eine Gastprofessur in Yale übernahm. Später erhielt er eine ordentliche Professur für Biologie und molekulare Biophysik, die er bis 1983 innehatte, bevor an die Abteilung für Embryologie an der Carnegie Institution for Science in Baltimore wechselte. Hier erhielt er 1984 die American-Cancer-Society-Professur für Entwicklungsgenetik.

## Wirken
Gall befasste sich im Laufe seiner wissenschaftlichen Karriere mit zahlreichen Strukturen des Zellkerns, darunter die Lampenbürstenchromosomen. Er zeigte, dass diese Chromosomen aus einem einzelnen DNA-Doppelstrang bestehen und postulierte, dass dies für alle Chromosomen gelten müsse. Gall wies nach, dass Kernporen eine Struktur mit achtfacher Symmetrie haben. Gemeinsam mit Mary Lou Pardue gelangen ihm entscheidende Arbeiten zur Entwicklung der In-situ-Hybridisierung. Weitere Arbeiten beschäftigten sich mit der Rolle ribosomaler RNA, der Struktur von Satelliten-DNA und ihrer Lokalisation im centromeren Heterochromatin. Gall leistete wichtige erste Beiträge zur Erforschung der Gen-Amplifikation. Gemeinsam mit seiner Postdoktorandin Elizabeth Blackburn und ihrer Doktorandin Carol W. Greider fand Gall die Telomere bei Tetrahymena; unter anderem für diese Arbeiten wurden Blackburn und Greider 2009 mit dem Nobelpreis für Medizin ausgezeichnet. Neuere Arbeiten Galls befassen sich mit Funktion und Struktur vom Cajal-Körperchen, einer weiteren Struktur des Zellkern.
Gall gehörte zu den Gründungsmitgliedern der American Society for Cell Biology (ASCB) und war 1967/1968 ihr Präsident. Drei seiner Schülerinnen, Mary Lou Pardue, Susan Gerbi and Elizabeth Blackburn übernahmen später diese Funktion. Unter Galls Schülern finden sich ungewöhnlich viele Frauen, die gelegentlich Gall’s Gals („Galls Mädchen“) genannt wurden. Viele seiner Schülerinnen erhielten später wichtige Positionen an Universitäten und Forschungseinrichtungen weltweit.
Gall galt als exzellenter Anwender zahlreicher Formen der Mikroskopie und als Kenner der Geschichte der Mikroskopie.

## Auszeichnungen (Auswahl)
- 1968: Mitgliedschaft in der American Academy of Arts and Sciences[3]
- 1972: Mitgliedschaft in der National Academy of Sciences
- 1983: E. B. Wilson Medal der American Society for Cell Biology (ASCB)
- 1988: Wilbur Cross Medal der Yale University[4]
- 1989: Mitgliedschaft in der American Philosophical Society
- 1996: Lifetime Mentor Award der American Association for the Advancement of Science
- 2006: Albert Lasker Award for Special Achievement in Medical Science[5]
- 2007: Louisa-Gross-Horwitz-Preis gemeinsam mit Carol W. Greider und Elizabeth Blackburn[6]
- 2008: Keith R. Porter Lecture[7]